# باغ آهني (غرمسار كرمان)
باغ آهني (بالفارسية: باغ آهنی) هي قرية تقع في إيران في قسم غرمسار الریفي. يقدر عدد سكانها بـ 559 نسمة بحسب إحصاء 2016.